# Ilha do Grilo
A Ilha do Grilo, também conhecida por O sítio do Grilo ou Sítio da Ilha, é um topónimo da cidade de Lisboa, correspondente a um pequeno morro situado na freguesia do Beato, na fronteira desta com o bairro da Madre de Deus

## Origem
O seu nome surge pela referência à Quinta do Grilo, como sendo propriedade de Francisco Gonçalves da Camara e Ataíde, mo início do século XVI, e de novo pela fixação local de frades e freiras da Ordem dos Agostinianos Descalços, no Convento do Recolhimento de Nossa Senhora do Amparo, também conhecido como Recolhimento do Grilo, que eram localmente apelidados de Grilos e Grilas.
O olisipógrafo Luís Pastor de Macedo, refere em «Lisboa de Lés a Lés», vol. III, que:
| “ | A ‘Ilha do Sítio do Grilo’ ou o ‘sítio da Ilha’ são apontados em 1752. A calçada da ilha que seria a atual travessa da Ilha do Grilo, aparece em 1767. Nos fins do século passado pensou-se em deitar abaixo as barracas que estavam no sítio da Ilha do Grilo, facto que constituiu o assunto duma gazetilha de Esculápio que foi publicada em O Século e depois em ‘Dois Anos de Troça’, volume onde foram reunidas muitas das gazetilhas daquele jornalista. | ” |

Em 1888, é construída no local uma vila operária de circuito circular de forma a se inserir no relevo natural da área.
A 21 de Maio de 1908, as vias públicas que circundam a Ilha do Grilo, até aí vulgarmente denominadas "Ilha do Grilo" e "Travessa da Ilha do Grilo", passaram a ser toponimicamente designadas no seu conjunto por Travessa da Ilha do Grilo, designação que até hoje se mantém.

## Ilha do Grilo na literatura
Uma parte considerável da narrativa do romance Amanhã escrito por Abel Botelho tem lugar na Ilha do Grilo, descrita no texto em pormenor como o autor a viu em 1895, ano da sua redação.